# دبیرستان وابسته به دانشگاه رازی
دبیرستان شبانه‌روزی وابسته به دانشگاه رازی کرمانشاه به دو دبیرستان شبانه‌روزی دخترانه و پسرانه در شهر کرمانشاه گفته می‌شود که زیر نظر دانشگاه رازی کرمانشاه فعالیت می‌کنند. هر دو دبیرستان دخترانه و پسرانه، در پردیس طاق بستان دانشگاه رازی در محلهٔ باغ ابریشم، در بلوار دانشگاه کرمانشاه قرار دارند. دبیرستان‌های وابسته به دانشگاه رازی ذیل ناحیهٔ ۲ آموزش و پرورش این شهر قرار دارند و کلاس‌های رشته‌های ریاضی-فیزیک و علوم تجربی در دورهٔ دوم در آن‌ها دایر است.

## تاریخچه
در سال تحصیلی ۱۳۵۳-۱۳۵۲ «دبیرستان وابسته به دانشکدۀ‌علوم کرمانشاه» با پذیرش دانش‌آموزان دختر در کلاس یازدهم در دو رشتۀ ریاضی و طبیعی در ساختمانی در خیابان رفعتیۀ کرمانشاه تأسیس شد. در سال تحصیلی بعد کلاس دوازدهم نیز اضافه شد و مکان دبیرستان نیز به خانه‌ای با حیاط مشجر در خیابان شریعتی کنونی منتقل شد. مدیریت دبیرستان بر عهدۀ مهندس گویا استاد فیزیک و برادر کوچکتر رئیس دانشکده بود. پس از انقلاب، اساسنامهٔ دبیرستان‌های شبانه‌روزی وابسته به دانشگاه رازی، در ۸ اردیبهشت ۱۳۷۳ به تصویب وزیر آموزش و پرورش وقت رسید. هدف از تأسیس این دبیرستان، «فراهم کردن زمینه‌های مناسب برای رشد استعداد دانش‌آموزان مناطق محروم» و «افزایش درصد دانشجویان بومی در مراکز آموزش عالی استان» عنوان شده‌است. دبیرستان پسرانهٔ وابسته به دانشگاه رازی از مهر ۱۳۷۳ اقدام به پذیرش دانش‌آموز کرد. دبیرستان دخترانهٔ وابسته به دانشگاه رازی نیز فعالیت خود را از مهر ۱۳۸۱ با پذیرش ۱۱۴ دانش‌آموز دختر از طریق آزمون ورودی در زمینی به مساحت ۴۳۰۰ متر مربع و زیر بنایی در حدود ۱۴۵۰ متر مربع آغاز کرد و از سال تحصیلی ۱۳۸۳-۱۳۸۲ به صورت غیرانتفاعی درآمد. از سال تحصیلی ۱۳۸۵-۱۳۸۴ مقطع پیش‌دانشگاهی نیز در دبیرستان دخترانه فعال شد.

## شیوهٔ اداره
هر دو دبیرستان دخترانه و پسرانهٔ وابسته به دانشگاه رازی کرمانشاه، زیر نظر «شورای نظارت بر دبیرستان‌های وابسته به دانشگاه رازی» اداره می‌شوند. وزارت آموزش و پرورش نیز از طریق اداره کل آموزش و پرورش استان کرمانشاه بر اداره دبیرستان‌ها نظارت دارد. در حاضر علیرضا کرمپور سمت «نمایندهٔ مؤسس و تام‌الاختیار امور دبیرستان‌های وابسته به دانشگاه رازی» را بر عهده دارد.
دبیرستان‌های وابسته به دانشگاه رازی، زیر نظر دانشگاه رازی و با مسئولیت مدیر دبیرستان براساس ضوابط وزارت آموزش و پرورش اداره می‌شود. مدیران دبیرستان‌ها از سوی دانشگاه رازی پیشنهاد شده و می‌باید به تأیید اداره کل آموزش و پرورش استان رسیده و با ابلاغ رئیس دانشگاه رازی منصوب شوند.
از نظر مالی، کلیهٔ هزینه‌های مربوط به تأمین نیروی انسانی، تهیهٔ وسائل آموزشی و کمک آموزشی تجهیز و ادارهٔ دبیرستان و برگزاری امتحانات نهایی بر عهده دانشگاه رازی قرار دارد.

### پذیرش دانش‌آموز
دانش‌آموزان دبیرستان‌های وابسته به دانشگاه رازی، توسط دانشگاه از میان فارغ‌التحصیلان سال نهم دبیرستان (سابقاً سال سوم راهنمایی تحصیلی) انتخاب می‌شوند که واجد شرایط ادامه تحصیل در دوره متوسطه باشند. دانشگاه رازی برای پذیرش دانش‌آموز در سال دهم دبیرستان، همه ساله آزمون ورودی برگزار می‌کند. هم‌اکنون شرط ورود به دبیرستان‌های وابسته به دانشگاه رازی علاوه بر قبولی در آزمون ورودی، کسب حداقل معدل ۱۸ و نمرهٔ ۱۸ در دروس ریاضی و علوم تجربی در سال نهم، و همچنین شرط ادامه تحصیل در دبیرستان‌ها برای دانش‌آموزان سال دهم این دبیرستان در کلاس‌های یازدهم و دوازدهم، کسب حداقل معدل ۱۸ در پایهٔ دهم است.

## مدیران دبیرستان‌ها

### دبیرستان پسرانه
- بهزاد هدهدی (از ۱۳۷۳ تا ۱۳۸۲)
- مصطفی سرآبی
- رحمت‌الله ولد بیگی
- حمیدرضا رجبی

### دبیرستان دخترانه
- لره‌میر از ۱۳۸۱ تا ۱۳۸۵
- حسینی‌فر از ۱۳۸۵ تا ۱۳۸۸
- سیدقاسمی از ۱۳۸۸

## امکانات مدرسه
دبیرستان وابسته به دانشگاه رازی دارای یک مجموعهٔ ورزشی چندمنظوره با ۹۲۰ مترمربع زیربنا است که با هزینهٔ ۴۰۰ میلیون تومان ساخته‌شده است. این مجموعهٔ ورزشی در خرداد ۱۳۹۲ با حضور وزیر علوم، تحقیقات و فناوری افتتاح شد.
تمامی کلاس‌های هر دو دبیرستان به امکانات هوشمند تجهیز شده‌اند و کارگاه IT و دسترسی دائم به اینترنت نیز فراهم است. همچنین دانش‌آموزان این دبیرستان‌ها می‌توانند از برخی از امکانات دانشگاه رازی مانند استخر دانشگاه، سالن مطالعهٔ کتابخانهٔ مرکزی، آزمایشگاه‌ها و کارگاه‌های دانشگاه استفاده کنند.